# Катково (Топкинський округ)
Катко́во (рос. Катково) — присілок у складі Топкинського округу Кемеровської області, Росія.

## Населення
Населення — 130 осіб (2010; 182 у 2002).
Національний склад (станом на 2002 рік):
- росіяни — 92 %